# Blencow
Blencow – wieś w Anglii, w Kumbrii. Leży 26 km na południe od miasta Carlisle i 395 km na północny zachód od Londynu.